# Gordianus I
Gordianus I (tiếng Latinh: Marcus Antonius Gordianus Sempronianus Romanus Africanus; 159 – 238) là Hoàng đế La Mã trong một tháng với con trai mình Gordianus II vào năm 238, năm của sáu vị Hoàng đế. Bị cuốn vào một cuộc nổi loạn chống lại Hoàng đế Maximinus Thrax nhưng ít lâu sau ông bị các lực lượng trung thành với Maximinus đánh bại trước khi tự sát.

## Thiếu thời
Ít biết được về thuở ban đầu và gia thế của Gordianus I. Không có bằng chứng đáng tin cậy về nguồn gốc gia đình của ông. Chỉ biết là gia tộc của ông thuộc tầng lớp kỵ sĩ vốn khiêm tốn và rất giàu có. Gordianus được cho là có mối quan hệ thân mật với các Nguyên lão nghị viên xuất chúng. Praenomen và nomen của ông Marcus Antonius nói rằng tổ tiên bên nội của ông đã được ban quyền công dân La Mã dưới trướng một trong Tam đầu chế Mark Antony, hoặc một trong các con gái của ông vào cuối thời Cộng hòa La Mã. Cái tên Gordianus còn đưa ra giả thuyết là gia tộc ông có nguồn gốc từ Tiểu Á, đặc biệt là Galatia và Cappadocia.
Theo cuốn Historia Augusta cho biết mẹ ông là một người phụ nữ La Mã gọi là Ulpia Gordiana và cha của ông là Nguyên lão nghị viên La Mã Maecius Marullus. Trong khi các sử gia hiện đại đã bác bỏ tên của cha Gordianus vì nó là giả, có thể có một số sự thật đằng sau danh tính của mẹ ông. Lịch sử gia tộc của Gordianus có thể được đoán thông qua bảng khắc. Cái tên Sempronianus trong tên họ của ông có thể chỉ ra một sự kết nối đến mẹ hoặc bà ngoại của mình. Tại Ankara Thổ Nhĩ Kỳ, một bảng khắc tang lễ đã phát hiện ra cái tên Sempronia Romana, con gái của một người tên là Sempronius Aquila (một vị triều thần). Romana đã sai người dựng cái bảng khắc tang lễ không ghi ngày tháng cho chồng bà (tên bị mất) đã chết như một pháp quan được bổ nhiệm. Gordianus có thể liên quan đến thị tộc cổ La Mã Sempronia.
Sử gia người Pháp Christian Settipani ghi rõ cha mẹ của ông là Marcus Antonius (sinh khoảng 135), tr. pl., praet. des., và vợ Sempronia Romana (sinh khoảng 140), con gái của Titus Flavius Sempronius Aquila (sinh khoảng 115), Secretarius ab epistulis Graecis, và vợ Claudia (sinh khoảng 120), con gái của một người cha không rõ danh tính và vợ Claudia Tisamenis (sinh khoảng 100), em gái của Herodes Atticus. Xem chừng người có liên quan đến Herodes Atticus là mẹ hoặc bà ngoại của Gordianus chứ không phải vợ ông. Cũng theo Historia Augusta thì vợ ông là một phụ nữ la Mã tên là Fabia Orestilla, sinh vào khoảng năm 165, mà cuốn Historia Augusta xác nhận là hậu duệ của hoàng đế la Mã Antoninus Pius và Marcus Aurelius từ người cha của mình Fulvus Antoninus. Các nhà sử học hiện nay đã bác bỏ tên này và thông tin của bà là không chính xác.
Gordianus có với vợ ít nhất hai đứa con: một đứa con trai cùng tên đế hiệu Gordianus II và một đứa con gái là Antonia Gordiana (là mẹ của Hoàng đế tương lai Gordianus III). Vợ ông chết trước năm 238. Christian Settipani cho rằng cha mẹ của bà là chấp chính quan Marcus Annius Severus và vợ Silvana, sinh khoảng năm 140, con gái của Lucius Plautius Lamia Silvanus và vợ Aurelia Fadilla, con gái của Antoninus Pius và vợ Annia Galeria Faustina hoặc Faustina Trưởng Nữ.
Gordianus leo lên thứ bậc trong chính quyền cho đến khi ông bước vào Viện Nguyên lão La Mã. Sự nghiệp chính trị của ông bắt đầu khá muộn trong đời mình và có lẽ thuở ban đầu của ông chỉ có việc nghiên cứu văn học và thuật hùng biện. Là một quân nhân, Gordianus chỉ huy đạo quân lê dương Legio IIII Scythica khi quân đoàn này đóng quân tại Syria. ông từng làm thống đốc Britannia vào năm 216 và đôi lúc giữ chức chấp chính quan dưới thời Elagabalus. Những bảng khắc ở Britannia mang tên Gordianus đã bị xóa một phần cho thấy một số kiểu bất mãn triều đình khi ông giữ chức vụ này.
Trong khi Gordianus giành được danh tiếng vô tận nhờ những trận đấu và các pha trình diễn tuyệt vời mà ông đem lại như một aedile, cuộc sống về hưu và sự thận trọng của ông đã không kích thích sự nghi ngờ của Caracalla, cũng nhờ niềm vinh hạnh đó mà ông đã viết một bài thơ sử thi dài gọi là Antoninias. Gordianus chắc vẫn duy trì sự giàu sang và ảnh hưởng chính trị của mình trong thời kỳ hỗn loạn của triều đại Severus, nó cho thấy cá nhân ông không thích dính dáng vào những mưu đồ chính trị. Philostratus đã dành tác phẩm của ông Lives of the Sophists (Đời các Triết gia) để viết về hai cha con nhà Gordianus.

## Nắm quyền

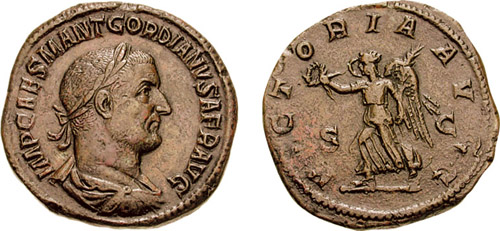
Hình của Gordianus I trên một đồng xu, mang danh hiệu AFR, Africanus.

Dưới thời Hoàng đế Alexander Severus, Gordianus (lúc này đã vào độ tuổi sáu mươi), sau một thời gian dài làm chấp chính quan đến năm 223, đã cố lôi kéo viên thống đốc kiêm tỉnh trưởng tỉnh Proconsularis thuộc châu Phi mà ông sẽ đảm đương vào năm 237. Tuy nhiên, trước khi ông bắt đầu giữ chức promagistrate, Maximinus Thrax đã cho người ám sát Hoàng đế Alexander Severus ở Moguntiacum thuộc vùng Hạ Germania và đoạt lấy ngôi vị.
Maximinus không phải là một vị hoàng đế được lòng dân và sự bất mãn của dân chúng được khuấy động bởi nền thống trị tàn bạo của ông lên đã đến đỉnh điểm trong một cuộc nổi dậy ở châu Phi vào năm 238. Người châm ngòi cho cuộc bạo loạn này chính là viên biện lý của Maximinus ở châu Phi, người đã tìm cách bòn rút tối đa mức tiền thuế và tiền phạt có thể, bao gồm các khoản tiền giả dùng để chống lại tầng lớp quý tộc địa phương. Tuy nhiên phe ủng hộ lại không tán thành và lập tức nổi loạn giết chết viên biện lý, sau đó họ quay sang Gordianus và yêu cầu ông chấp nhận vinh dự nguy hiểm của ngôi vị hoàng đế. Gordianus sau một hồi phản đối rằng mình đã quá già để lên ngôi, cuối cùng đành phải nhượng bộ trước tiếng hò hét kêu la của đám đông rồi mặc hoàng bào và lấy tên Africanus vào ngày 22 tháng 3 năm 238.
Do tuổi tác đã cao, Gordianus cứ khăng khăng đòi con mình là Marcus Antonius Gordianus (Gordianus II) phải liên kết với ông. Một vài ngày sau, Gordianus tiến vào thành phố Carthage với sự ủng hộ áp đảo của người dân và các nhà lãnh đạo chính trị địa phương. Trong khi đó tại Roma, viên pháp quan thái thú (praetorian prefect) của Maximinus bị ám sát và cuộc nổi dậy xem chừng thành công. Gordianus nhân cơ hội đó đã gửi sứ giả tới Roma dưới sự lãnh đạo của Publius Licinius Valerianus, nhằm giành được sự ủng hộ của Viện Nguyên lão cho cuộc nổi dậy của mình. Viện Nguyên lão thấy thế đã quyết định công nhận vị hoàng đế mới vào ngày 2 tháng 4 và nhiều tỉnh thành sẵn sàng đứng về phía Gordianus.
Tuy nhiên đã có sự chống đối bắt đầu bùng phát từ tỉnh lân cận Numidia. Capelianus, thống đốc Numidia là người ủng hộ trung thành của Maximinus Thrax cùng những kẻ có mối ác cảm với Gordianus, đã nối lại liên minh của ông với vị hoàng đế cũ và dẫn quân xâm chiếm tỉnh châu Phi với chỉ duy nhất một quân đoàn lê dương đóng quân trong khu vực là III Augusta cùng các đơn vị cựu binh khác. Gordianus II dẫn đầu một quân đội dân quân gồm các binh sĩ chưa qua huấn luyện nên chẳng mấy chốc đại bại trong trận Carthage còn bản thân mình thì tử trận. Gordianus hay được tin ấy và cũng vì quá đau lòng trước cái chết của con mình nên đã quyết định tự sát bằng cách treo cổ. Kết thúc triều đại với ba mươi sáu ngày trị vì ngắn ngủi.

## Di sản
Gordianus xứng đáng với thanh danh cao quý là nhờ vào tính tình hòa nhã của ông. Cả ông và con trai của mình đều là những người đàn ông mà theo như ghi chép thì khá chuộng văn học và đạt được những thành tích lớn, còn cho xuất bản các tác phẩm đồ sộ. Thế nhưng theo Edward Gibbon họ lại quan tâm nhiều hơn vào các hoạt động trí óc, cũng không sở hữu những kỹ năng cần thiết và nguồn lực để được coi là chính khách tài ba hoặc nhà lãnh đạo quyền thế. Sau khi chấp nhận các nguyên nhân xảy ra với Gordianus, Viện Nguyên lão buộc phải tiếp tục cuộc nổi dậy chống lại Maximinus, và bổ nhiệm hai Nguyên lão nghị viên già Pupienus cùng Balbinus làm đồng hoàng đế. Tuy nhiên, vào cuối năm 238, vị hoàng đế được công nhận lại là cháu nội của ông đế hiệu Gordianus III. Cải hai cha con Gordianus đều được Viện Nguyên lão phong thần.